# Ratolí italià
El ratolí italià (Nezumia sclerorhynchus) és una espècie de peix de la família dels macrúrids i de l'ordre dels gadiformes.

## Morfologia
- Els mascles poden assolir 36 cm de llargària total.[6][7]

## Alimentació
Menja petits crustacis (copèpodes, amfípodes, decàpodes, misidacis, etc.) i poliquets.

## Hàbitat
És un peix d'aigües profundes que viu entre 130-3200 m de fondària, tot i que, normalment, ho fa entre 450-730 a l'Atlàntic i entre 500-800 a la Mediterrània.

## Distribució geogràfica
Es troba a l'oceà Atlàntic: des de l'Atlàntic nord fins al nord del golf de Guinea, la mar Mediterrània a l'est i Florida a l'oest.